# Eudrapa basipunctum
Eudrapa basipunctum là một loài bướm đêm trong họ Noctuidae.